# 진아춘
진아춘(進雅春)은 서울특별시종로구에 위치한 유서 깊은 한국식 중국 요리 식당이다. 1925년에 설립되어 서울특별시청에서 서울에서 두 번째로 오래된 식당으로 인정받았다.

## 역사
이 식당은 1925년 대학로 지역에서 산둥성 출신의 화교 이민자 이씨(李, 중국 이름은 주어지지 않음)에 의해 설립되었다. 이 식당은 일제강점기와 6.25 전쟁을 모두 견뎌내고 성공적이었다고 전해진다. 후에 대한민국 총리를 지낸 장면을 비롯해 여러 유명 단골손님들이 있었다. 장면은 동성고등학교 (서울) 교장으로 재직하면서 이 식당에서 식사를 했다고 한다. 이 식당은 서울대학교의 옛 캠퍼스 근처에 위치해 있어 많은 학생들과 교수들이 방문했다고 전해진다.
이씨는 두 번의 결혼에서 딸 하나만을 두었다. 그는 결국 직원 중 한 명인 송씨(宋, 중국 이름은 주어지지 않음)를 양자로 들였다. 1970년대 후반 이씨가 사망하자 송씨가 사업을 이어받았다. 송씨는 두 아들과 딸 하나를 두었다. 딸은 대만으로 이민을 갔고, 아들들은 미국으로 이민을 갔다. 송씨 본인도 미국으로 이민을 갔고, 사업을 조카인 형씨(邢, 중국 이름은 주어지지 않음)에게 넘겼다. 송씨의 장남이 1993년 1월 한국으로 돌아와 사업을 인수했다. 식당 매출은 감소했고, 결국 문을 닫았다. 1995년 송씨는 사업을 함흥냉면 식당으로 변경했다. 형씨와 그의 아내는 2000년 2월 광화문 지역에 중화(中華)라는 또 다른 사업을 시작했다. 이 식당은 빠르게 성공을 거두었고, 이는 형씨가 진아춘을 다시 열도록 동기를 부여했다.
진아춘은 대학로 (서울) 지역에 다른 장소로 다시 문을 열었으며, 형씨의 여동생과 그녀의 남편이 운영했다. 식당은 2010년 10월에 이전했다. 이 식당은 굴 짬뽕, 짜장면, 그리고 수제 군만두로 유명하다고 전해진다.

## 같이 보기
- 공화춘 – 한국 최초의 짜장면 식당
- 짜장면박물관 – 옛 공화춘 건물에 있는 짜장면 박물관